# Xian de Qingyang
Pour les articles homonymes, voir Qingyang (homonymie).
Le xian de Qingyang (青阳县 ; pinyin : Qīngyáng Xiàn) est un district administratif de la province de l'Anhui en Chine. Il est placé sous la juridiction de la ville-préfecture de Chizhou.

## Démographie
La population du district était de 279 415 habitants en 1999.